# Élections impériales de 1792
L'élection impériale de 1792 est la vingt-quatrième et dernière élection après la promulgation de la bulle d'or de 1356, qui a lieu le 5 juillet 1792, permettant d'élire le roi des Romains, prince héritier jusqu'au couronnement comme empereur du Saint-Empire romain. C'est le fils du défunt empereur Léopold II, qui est élu à l'unanimité comme nouvel empereur sous le nom de François II. 

## Contexte
L'élection a suivi la mort de l'empereur Léopold II le 1er mars 1792. Son fils François, devient roi de Bohême et de Hongrie et archiduc d'Autriche.
L'élection impériale intervient dans une période où la situation de la monarchie française déstabilisait toutes les cours d'Europe. En août 1791, la fuite manquée de Louis XVI et son arrestation à Varennes conduit à la déclaration de Pillnitz entre Léopold II et Frédéric-Guillaume II de Prusse.
Alors que François apparait comme le seul candidat à la succession de son père, le 20 avril 1792 la France déclare la guerre « au roi de Bohême et de Hongrie ». Cet évènement marque le début des guerres de la Révolution française.

## Princes-électeurs
Les huit princes-électeurs appelés à élire le successeur de Léopold II étaient (dans l'ordre de vote défini par la Bulle d'or de 1356) :
| Électorat     | Prince-électeur | Prince-électeur                  | Titres                                                          | Vote                    |
| ------------- | --------------- | -------------------------------- | --------------------------------------------------------------- | ----------------------- |
| · Trèves      |                 | Clément Wenceslas de Saxe        | Archevêque de Trèves                                            | François Ier d'Autriche |
| · Cologne     |                 | Maximilien-François d'Autriche   | Archevêque de Cologne Duc de Westphalie                         | François Ier d'Autriche |
| · Bohême      |                 | François Ier d'Autriche          | Roi de Bohême Archiduc d'Autriche duc de Bourgogne, de Milan... | François Ier d'Autriche |
| · Bavière     |                 | Charles-Théodore de Bavière      | Électeurs de Bavière Comte palatin                              | François Ier d'Autriche |
| · Saxe        |                 | Frédéric-Auguste III de Saxe     | Électeur de Saxe                                                | François Ier d'Autriche |
| · Brandebourg |                 | Frédéric-Guillaume II de Prusse  | Margrave de Brandebourg Roi de Prusse                           | François Ier d'Autriche |
| · Hanovre     |                 | George III de Hanovre            | Électeur de Hanovre Roi de Grande-Bretagne Roi d'Irlande        | François Ier d'Autriche |
| · Mayence     |                 | Frédéric-Charles Joseph d'Erthal | Archevêque de Mayence                                           | François Ier d'Autriche |

## Élection et conséquences

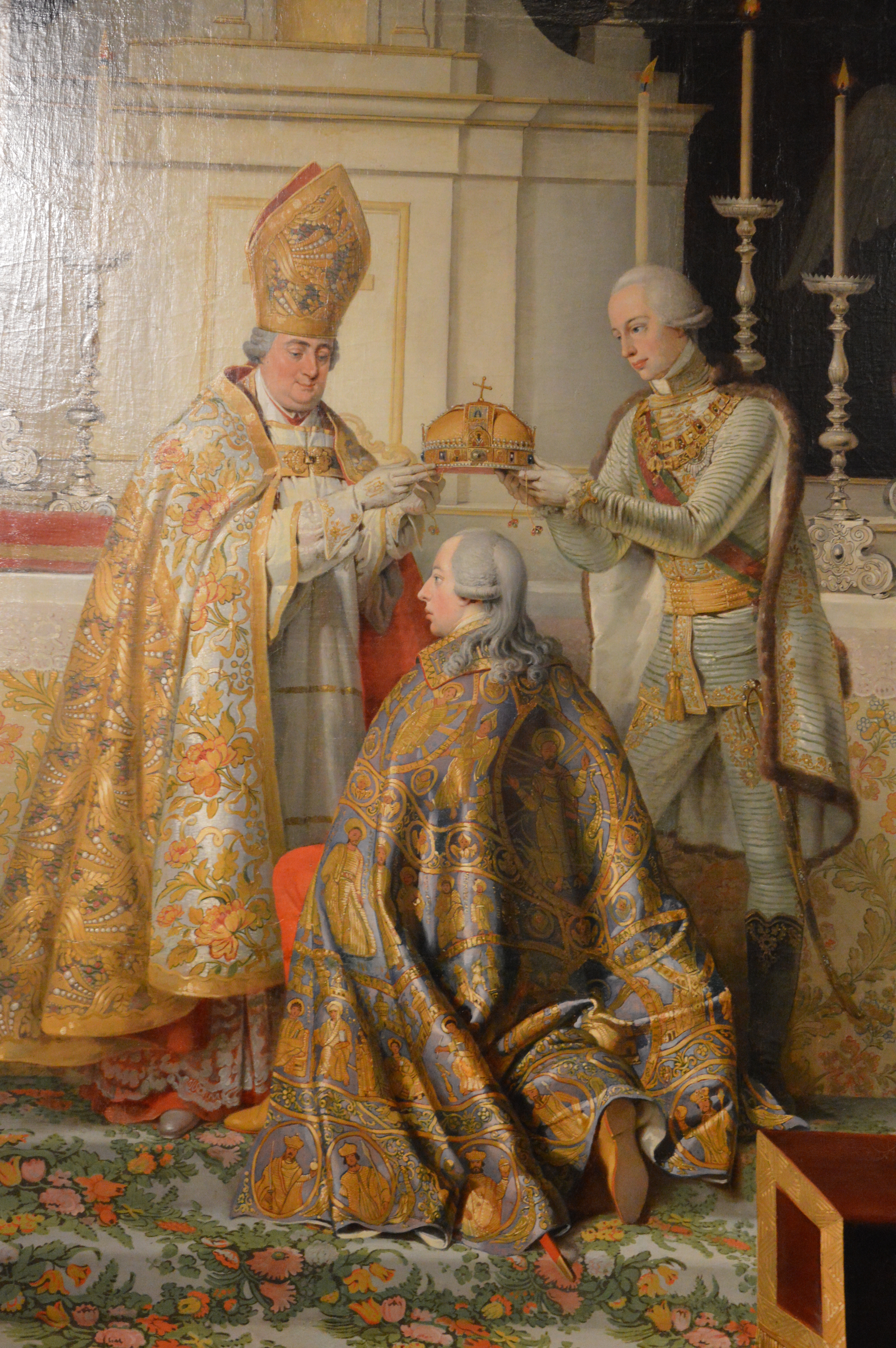
Couronnement de François II, en tant que roi de Hongrie (1792).

François II est couronné roi de Hongrie à Buda le 6 juin 1792, et il est, par la suite, élu empereur des Romains le 5 juillet, puis couronné dans la cathédrale de Francfort-sur-le-Main le 14 juillet suivant. Le mois suivant, il est couronné roi de Bohême, le 5 août.
Face aux troupes révolutionnaires françaises, les deux grandes puissances allemandes s’allient dans le cadre de la Première Coalition. Cette alliance n’a cependant pas pour but de protéger les droits de l’Empire mais d'étendre les sphères d’influences respectives de l'Autriche et de la Prusse, leur permettant par le même coup de ne pas laisser leur rival remporter seul la victoire. Avec la volonté parallèle d'agrandir le territoire autrichien, le nouvel empereur François II, perd l'opportunité d’être soutenu par les autres états impériaux. La Prusse veut également se dédommager des coûts de guerre engagés en annexant des territoires ecclésiastiques. Il devient ainsi impossible de former un front uni contre les troupes révolutionnaires françaises et d’obtenir de franc succès militaires.
En conséquence, et devant se préoccuper de la résistance née autour de la nouvelle partition de la Pologne, la Prusse signe une paix séparée en 1795 avec la France, la Paix de Bâle[source insuffisante]. En 1796, le Bade et le Wurtemberg font de même. Les accords ainsi signés stipulent que les possessions situées sur la rive gauche du Rhin doivent être cédées à la France[source insuffisante]. Toutefois, les propriétaires sont dédommagés, recevant en contre-partie des territoires ecclésiastiques situés sur la rive droite, qui sont dès lors sécularisés. Les autres états impériaux négocient également des armistices bilatérales et des traités de neutralité.
Les victoires de Napoléon en 1805 et la création de la confédération du Rhin en 1806 démontrent l'impuissance de l'institution impériale, qui disparaît le 6 août 1806 lorsque François II abdique et dépose la couronne impériale, pour devenir empereur d'Autriche. 